# تاريخ تطوير لقاحات مرض فيروس كورونا 2019

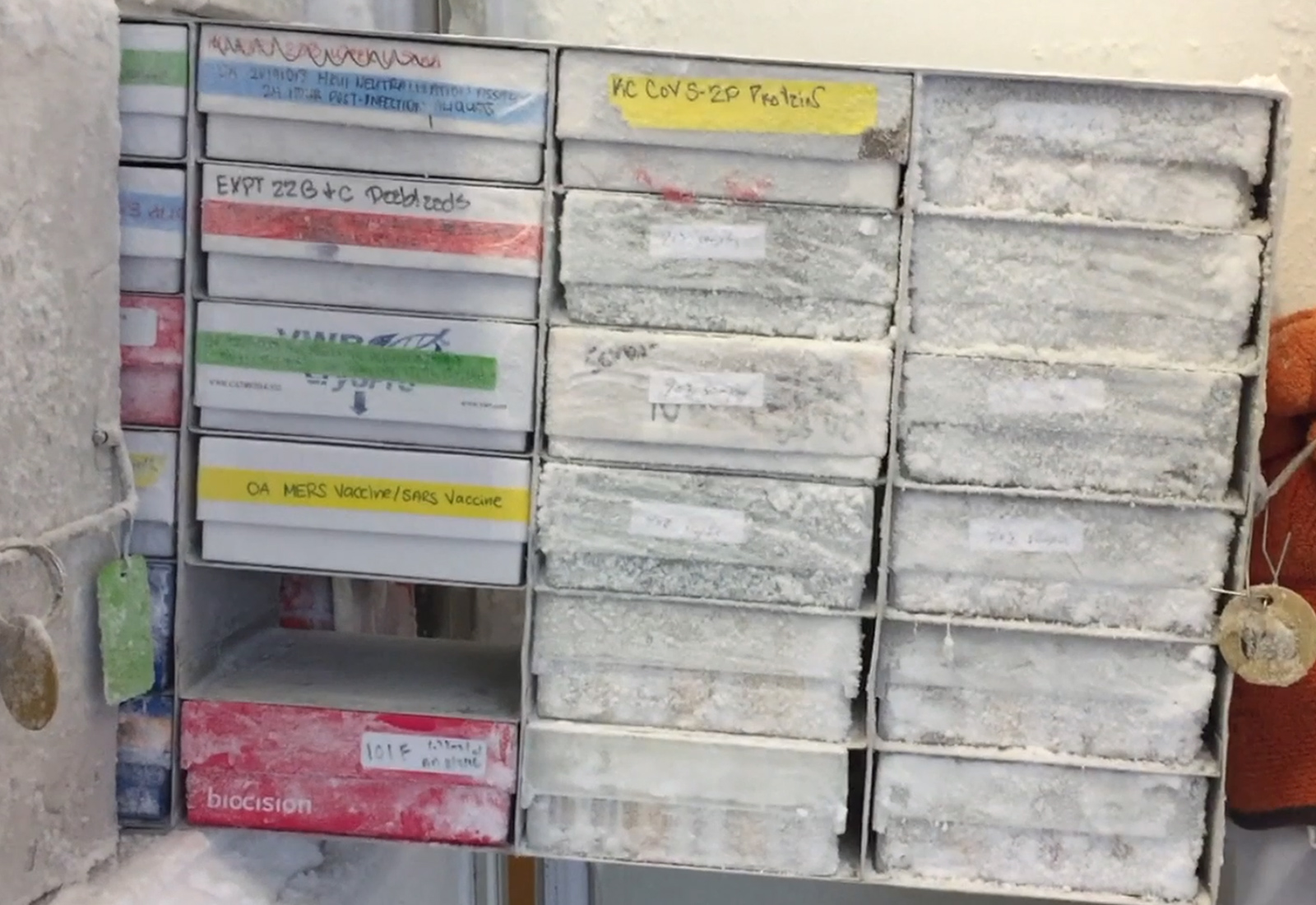
عينات من أبحاث لقاحات مرض فيروس كورونا في إحدى ثلاجات مختبر المعهد الوطني للحساسية والأمراض المعدية في 30 يناير 2020.

ما إن بدأت إجراءات عزل فيروس كورونا في ديسمبر 2019، ونشر تسلسل حمضه النووي في 11 يناير 2020، حتى ظهرت استجابة دولية عاجلة للاستعداد لتفشي المرض والإسراع بتطوير لقاح وقائي. منذ أوائل عام 2020، عُجل تطوير لقاح للمرض من خلال تعاون غير مسبوق بين الحكومات وشركات صناعة الأدوية متعددة الجنسيات. بحلول يونيو 2020، استثمرت عشرات المليارات من الدولارات من قبل الشركات والحكومات والمنظمات الصحية الدولية ومجموعات البحث الجامعية لتطوير عشرات اللقاحات المرشحة والاستعداد لبرامج التطعيم العالمية للتحصين ضد عدوى مرض فيروس كورونا 2019.
وفقًا لتحالف ابتكارات التأهب الوبائي، فإن التوزيع الجغرافي لتطوير لقاح كوفيد-19 على مستوى العالم يظهر نشاطًا بنسبة 40% في أمريكا الشمالية - الولايات المتحدة على وجه الخصوص - مقارنة بنحو 30% في كل من آسيا وأستراليا، و26% في أوروبا، وعدد قليل من المشاريع في أمريكا الجنوبية وأفريقيا.
في فبراير 2020، قالت منظمة الصحة العالمية إنها لا تتوقع أن يتوفر أي لقاح ضد فيروس كورونا المرتبط بالمتلازمة التنفسية الحادة الشديدة النوع 2 المسبب لمرض فيروس كورونا، في أقل من 18 شهرًا. دفع معدل الإصابات السريعة بالمرض في جميع أنحاء العالم خلال أوائل عام 2020 التحالفات الدولية والجهود الحكومية لتنظيم الموارد بشكل عاجل لصنع لقاحات متعددة في جداول زمنية مختصرة، ونتج عن ذلك دخول أربعة لقاحات مرشحة للتناول البشري في مارس 2020.
في 24 يونيو 2020، وافقت الصين على لقاح مرشح من شركة كانسينو بيولوجيكس - يُعرف اليوم باسم: Ad5-nCOV - للاستخدام المحدود في الجيش ولقاحين معطلين للفيروس للاستخدام في حالات الطوارئ في صفوف ممتهني المهن عالية الخطورة. في 11 أغسطس 2020، أعلنت روسيا الموافقة على لقاح لقاح سبوتنيك 5 المعروف باسم «Sputnik V» للاستخدام في حالات الطوارئ، على الرغم من أنه بعد شهر واحد فقط وُزعت كميات صغيرة من اللقاح للاستخدام خارج المرحلة الثالثة من التجارب السريرية.
من جانب آخر، في 20 نوفمبر 2020، تقدمت شركتا بيونتيك الألمانية وفايزر الأمريكية بطلب إذن استخدام طارئ من إدارة الغذاء والدواء الأمريكية لترخيص لقاح «mRNA BNT162b2» المعروف اليوم باسم لقاح فايزر-بيونتيك.
في 2 ديسمبر 2020، منحت الوكالة التنظيمية للأدوية ومنتجات الرعاية الصحية موافقة تنظيمية مؤقتة لاستخدام لقاح فايزر-بيونتيك، لتصبح أول دولة توافق على هذا اللقاح وأول دولة في العالم الغربي للموافقة على استخدام أي لقاح لكافحة مرض فيروس كورونا. اعتبارًا من 21 ديسمبر 2020، أجازت العديد من الدول حول العالم إضافة إلى الاتحاد الأوروبي لقاح فايزر-بيونتيك. منحت كل من البحرين الإمارات العربية المتحدة إذنًا باستخدام طارئ للقاح لقاح سينوفارم، الذي تصنعه شركة سينوفارم الصينية. في 11 ديسمبر 2020 ، منحت إدارة الغذاء والدواء الأمريكية إذنًا باستخدام طارئ للقاح فايزر-بيونتيك، وبعد أسبوع من ذلك، منحت إذنًا آخر لاستخدام لقاح موديرنا.

## التخطيط والاستثمار
منذ بداية عام 2020، سُرِّع تطوير اللقاح من خلال تعاون غير مسبوق ما بين شركات صناعة الدواء متعددة الجنسيات والحكومات. وفقًا لتحالف ابتكارات التأهب الوبائي، إن التوزع الجغرافي لتطوير لقاح كوفيد-19 يشير إلى أن لدى كيانات أمريكا الشمالية نحو 40% من النشاط مقارنة بنحو 30% في آسيا وأستراليا، و26% في أوروبا، وعدد قليل من المشاريع في أمريكا الجنوبية وأفريقيا.
يمثل الالتزام باختبار اللقاح المُرشَّح لأول مرة على البشر تكلفة مالية كبيرة لمطوري اللقاح، يقدر أنها تتراوح ما بين 14 و25 مليون دولار أمريكي من أجل برنامج تجريبي نموذجي للمرحلة الأولى، ولكن قد تصل إلى 70 مليون دولار أمريكي. للمقارنة، خلال جائحة فيروس إيبولا 2016 - 2013، كان هناك 37 لقاحًا مرشحًا في مرحلة التطوير العاجل، وأصبح لقاح واحد منها فقط مرخصًا بتكلفة إجمالية لتأكيد الفعالية في تجارب المرحلة الثانية والثالثة تُقدَّر بنحو مليار دولار أمريكي.

### المنظمات الدولية

#### الوصول إلى مسرع أدوات كوفيد-19
إن مُسرِّع الوصول إلى أدوات كوفيد-19، أو التعاون العالمي لتسريع التطوير والإنتاج والوصول العادل إلى وسائل تشخيص وعلاج ولقاح كوفيد-19 الجديدة، هي مبادرة أطلقتها مجموعة العشرين، وأعلن عنها الرئيس المؤقت محمد الجدعان بتاريخ 24 أبريل 2020. نُشِرت دعوة للعمل في نفس الوقت من قبل منظمة الصحة العالمية في 24 أبريل.
في 10 سبتمبر، شاركت الأمم المتحدة والاتحاد الأوروبي في استضافة الاجتماع الافتتاحي لمجلس التيسير الخاص بمبادرة مُسرِّع الوصول إلى أدوات كوفيد-19، والذي تلقى 2.7 مليار دولار من أصل 35 مليار دولار لازمة لتأمين 2 مليار جرعة من لقاح كوفيد-19، و245 مليون علاج، و500 مليون اختبار اعتبرتها المبادرة ضرورية لتقصير فترة الجائحة وتسريع الانتعاش الاقتصادي العالمي. وافق السير أندرو ويتي والدكتور نجوزي أوكونجو إيويالا على العمل كمبعوثين خاصين من منظمة الصحة العالمية إلى مبادرة مُسرِّع الوصول إلى أدوات كوفيد-19. على الرغم من أن إدارة ترامب في الولايات المتحدة قد سحبت دعمها المالي لمنظمة الصحة العالمية ومبادرة مُسرِّع الوصول إلى أدوات كوفيد-19 عام 2020، أعادت الولايات المتحدة دعمها لمنظمة الصحة العالمية ومبادرة الوصول العالمي للقاحات كوفيد-19 (تُدعَى اختصارًا COVAX) في 21 يناير 2021 بعد تنصيب الرئيس جو بايدن.
إن مبادرة مُسرِّع الوصول إلى أدوات كوفيد-19 هي هيكل دعم متعدد التخصصات لتمكين الشركاء من مشاركة الموارد والمعرفة. تتألف من أربع ركائز، يدير كل منها شريكان إلى ثلاثة شركاء متعاونين:
- لقاحات (تسمى أيضًا COVAX)
- وسائل التشخيص
- وسائل علاج
- موصل النظم الصحية

### الحكومات الوطنية

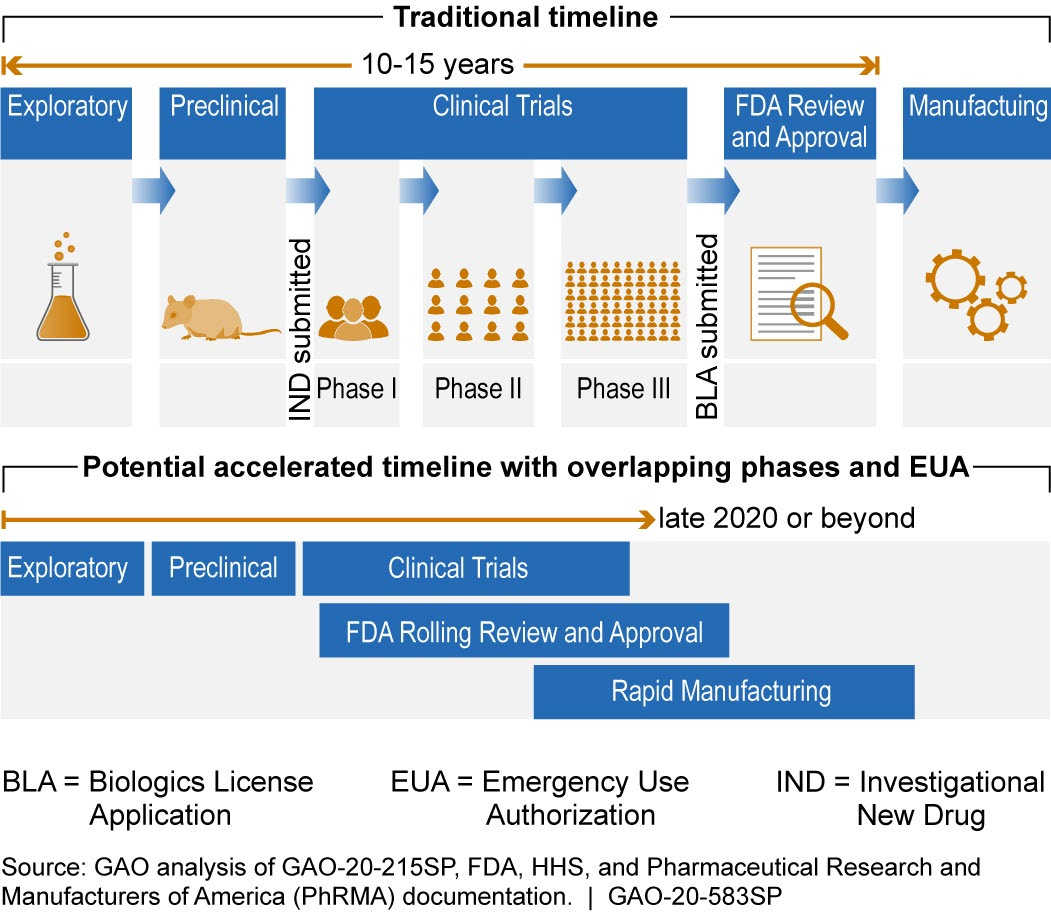
رسم تخطيطي لمكتب محاسبة الحكومة الأمريكية يقارن الجدول الزمني التقليدي لتطوير اللقاح بالجدول الزمني المُعجَّل المحتمل.

أعلنت كندا عن تمويل بقيمة 275 مليون دولار كندي لـ 96 مشروعًا لأبحاث اللقاحات في الشركات والجامعات الكندية، مع خطط لإنشاء «بنك لقاحات» يمكن استخدامه إذ حدث تفشي آخر لفيروس كورونا. أضيف استثمار آخر بقيمة 1.1 مليار دولار كندي من أجل دعم التجارب السريرية وتطوير سلاسل التصنيع والإمداد للقاحات. في 4 مايو، خصصت الحكومة الكندية 850 مليون دولار كندي من أجل جهود البث المباشر لمنظمة الصحة العالمية بهدف جمع 8 مليارات دولار للقاحات كوفيد-19 والتحضير لها.
قدمت الصين قروضًا منخفضة السعر إلى شركة تطوير لقاحات من خلال بنكها المركزي، و«أتاحت الأرض بسرعة للشركة» من أجل بناء مصانع إنتاج. اعتبارًا من يونيو 2020، طورت المنظمات الصينية ستة من أصل أحد عشر لقاحًا مرشحًا لكوفيد-19 في مرحلة مبكرة من الاختبارات البشرية. تدعم الحكومة ثلاث شركات لقاحات ومعاهد بحثية صينية لتمويل الأبحاث وإجراء التجارب السريرية وتصنيع أفضل اللقاحات المرشحة الواعدة، مع إعطاء الأولوية للدليل السريع على الفعالية على حساب السلامة. في 18 مايو، تعهدت الصين بملياري دولار أمريكي لدعم الجهود الشاملة التي تبذلها منظمة الصحة العالمية في برامج مكافحة كوفيد-19. في 22 يوليو، أعلنت الصين عن خطط لتقديم قرض بمليار دولار أمريكي لجعل لقاحها متاحًا لأمريكا اللاتينية ومنطقة البحر الكاريبي. في 24 أغسطس، أعلن رئيس الوزراء الصيني لي كه تشيانغ أنه سيوفر لكمبوديا، ولاوس، وميانمار، وتايلاند، وفيتنام، أولوية الوصول إلى اللقاح بمجرد توزيعه.
شكلت بريطانيا العظمى فريق عمل للقاح كوفيد-19 في أبريل 2020 من أجل تحفيز الجهود المحلية لتسريع تطوير لقاح من خلال تعاونات بين الصناعة والجامعات والوكالات الحكومية. شمل ذلك كل مرحلة من مراحل التطوير ابتداءً من البحث وصولًا إلى التصنيع. مُوِّلت مبادرات تطوير اللقاح في جامعة أكسفورد وكلية لندن الإمبراطورية بمبلغ 44 مليون جنيه إسترليني.
في الولايات المتحدة، أعلنت هيئة البحث والتطوير الطبي الحيوي المتقدم، وهي وكالة فدرالية تمول تكنولوجيا مكافحة الأمراض، عن استثمارات بحوالي مليار دولار أمريكي من أجل دعم تطوير لقاح كوفيد-19 الأمريكي وتصنيع أكثر اللقاحات المرشحة الواعدة. في 16 أبريل، استثمرت هيئة البحث والتطوير الطبي الحيوي المتقدم 483 مليون دولار أمريكي في شركة موديرنا المُطوِّرة للقاحات وشريكتها جونسون آند جونسون. خصصت هيئة البحث والتطوير الطبي الحيوي المتقدم مبلغ 4 مليارات دولار إضافية للتطوير. سيكون لها دور في البرامج الأخرى لتطوير ستة إلى ثمانية لقاحات مرشحة مخصصة للدراسة السريرية عام 2021 من قبل شركات مثل سانوفي باستور وريجينيرون. في 15 مايو، أعلنت الحكومة عن تمويل برنامج مسار سريع يدعى عملية السرعة القصوى (بالإنجليزية Operation Warp Speed)لوضع العديد من اللقاحات المرشحة في طور التجارب السريرية بحلول خريف عام 2020، وتصنيع 300 مليون جرعة من لقاح مُرخَّص بحلول يناير 2021. المستشار الرئيسي للمشروع هو منصف السلاوي، والمدير التنفيذي للعمليات هو الجنرال جوستاف بيرنا. في يونيو، قال فريق عملية السرعة القصوى أنه سيعمل مع سبع شركات على تطوير اللقاحات المرشحة: موديرنا، وجونسون آند جونسون، وميرك، وفايزر، وجامعة أكسفورد بالتعاون مع آسترازينيكا، واثنين آخرين، وذلك على الرغم من أن شركة فايزر ذكرت لاحقًا أن «جميع استثمارات البحث والتطوير في شركة فايزر كانت في خطر».

### شركات الأدوية
شكلت شركات الأدوية الكبيرة ذات الخبرة الواسعة في صناعة اللقاحات بما في ذلك جونسون آند جونسون وآسترازينيكا وغلاسكو سميث كلاين تحالفات مع شركات التكنولوجيا الحيوية والحكومات والجامعات من أجل تسريع التقدم نحو لقاح فعال. دمج القدرات المالية والتصنيعية للوصول إلى تقنية لقاح، انضمت غلاسكو سميث كلاين إلى سانوفي في شراكة غير شائعة بين الشركات متعددة الجنسيات من أجل دعم تطوير المُسرَّع للقاح.
بحلول يونيو 2020، استثمِرت عشرات المليارات من الدولارات من قبل الشركات والحكومات والمنظمات الصحية الدولية ومجموعات البحث الجامعية من أجل تطوير عشرات اللقاحات المرشحة والاستعداد لبرامج التلقيح العالمية التي تهدف للتمنيع ضد عدوى كوفيد-19. إن استثمارات الشركات والحاجة إلى توليد قيمة للمساهمين العامين قد أثار مخاوف بشأن اتّباع «نهج قائم على السوق» في تطوير اللقاحات، والتسعير الباهظ للقاحات المُرخَّصة في نهاية المطاف، والوصول المفضل للتوزيع أولًا إلى البلدان الغنية، والتوزيع المتناثر أو عدم التوزيع إلى الأماكن التي تكون فيها الجائحة أكثر عدوانية، مثلما هو متوقع بالنسبة للبلدان المكتظة بالسكان والفقيرة غير القادرة على تحمل تكاليف اللقاحات. أثار تعاون جامعة أكسفورد مع آسترازينيكا (شركة أدوية عالمية مقرها في المملكة المتحدة) مخاوف بشأن السعر ومشاركة الأرباح النهائية من المبيعات الدولية للقاحات، وما إذا كان للحكومة البريطانية والجامعة بصفتهما شريكين عامين حقوق تسويق. صرحت آسترازينيكا أن التسعير الأولي للقاح لن يشمل هامش ربح للشركة بينما كانت الجائحة لا تزال تتوسع.
في أوائل شهر يونيو، أبرمت آسترازينيكا صفقة بقيمة 750 مليون دولار أمريكي تسمح لتحالف ابتكارات التأهب الوبائي والتحالف العالمي للقاحات والتحصين بتصنيع وتوزيع 300 مليون جرعة إذا أثبت أن مرشحها لقاح أكسفورد آمن وفعال، مما أدى إلى زيادة الطاقة الإنتاجية الإجمالية للشركة إلى أكثر من ملياري جرعة سنويًا. يعتبر تسويق اللقاحات الوبائية مشروعًا تجاريًا عالي الخطورة، ويحتمل أن يخسر مليارات الدولارات في تكاليف التطوير والتصنيع قبل التسويق إذا فشلت اللقاحات المرشحة في أن تكون آمنة وفعالة. أشارت شركة فايزر إلى أنها غير مهتمة بالشراكة مع الحكومة، معتبرة أنها «طرف ثالث» يبطئ التقدم. علاوة على ذلك، هناك مخاوف من أن برامج التطوير السريع – مثل عملية السرعة القصوى تختار المرشحين بشكل أساسي اعتمادًا على مزاياها التصنيعية بدلًا من السلامة والفعالية الأمثل.

## التطوير
يصنف تحالف ابتكارات التأهب الوبائي مراحل تطوير اللقاحات على أنها «استكشافية» (تخطيط وتصميم مرشح، دون تقييم في الجسم الحي)، أو «قبل سريرية» (تقييم في الجسم الحي مع التحضير لتصنيع مركب لاختباره على البشر)، أو بدء المرحلة الأولى من دراسات السلامة لدى الأشخاص الأصحاء. طُوِّر حوالي 321 لقاحًا مرشحًا إجماليًا إما كمشاريع مؤكدة في التجارب السريرية أو في مرحلة مبكرة من التطوير «الاستكشافي» أو «ما قبل السريري»، اعتبارًا من سبتمبر.

### التنمية في وقت مبكر

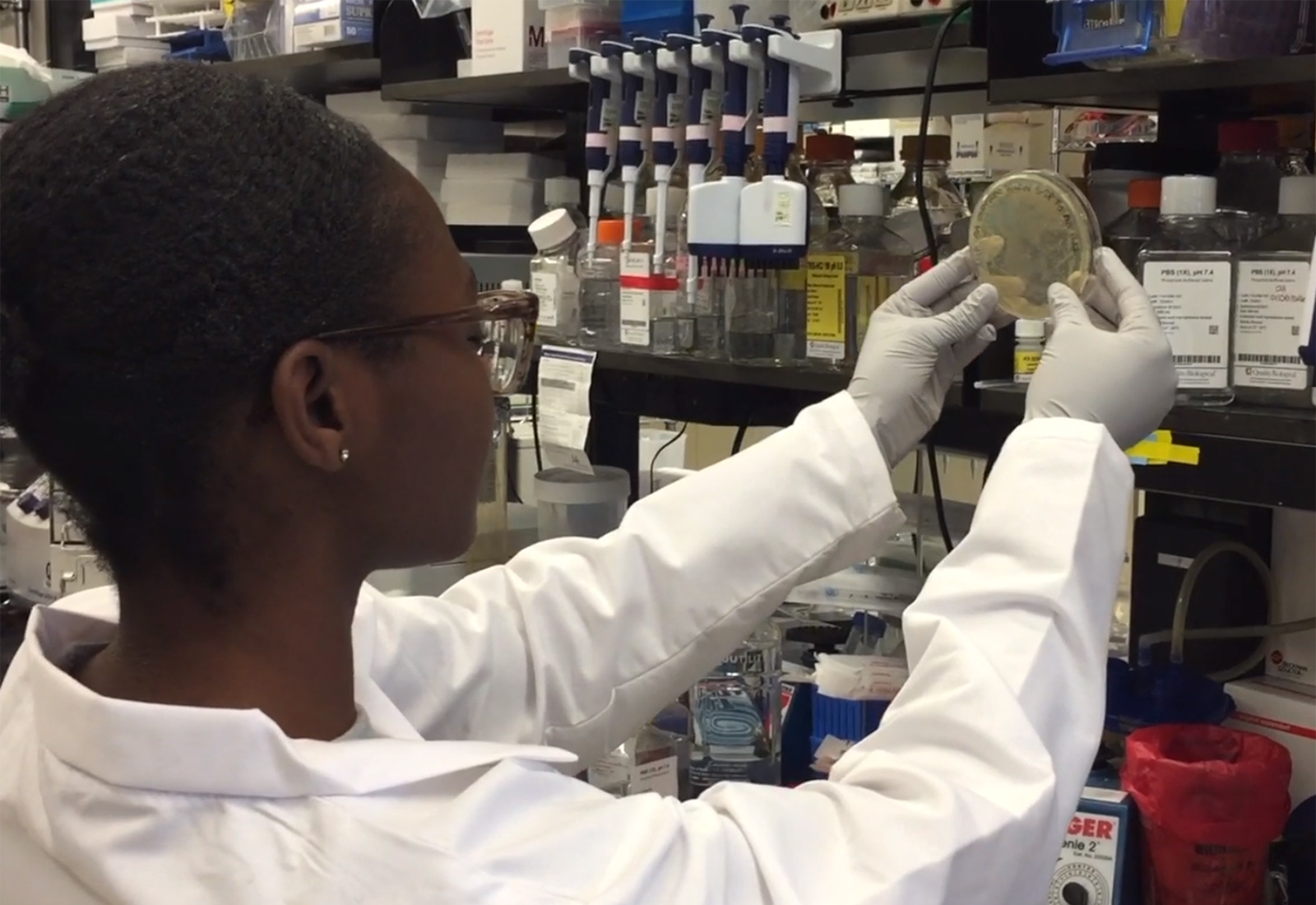
عالم في المعاهد الوطنية للصحة يفحص طبق أجار في سياق بحثه عن لقاح كوفيد-19 (30 يناير 2020).

بعد عزل فيروس كورونا في ديسمبر 2019، نُشِر تسلسله الجيني في 11 يناير 2020، مما أدى إلى استجابة دولية عاجلة من أجل الاستعداد لتفشي المرض والإسراع بتطوير لقاح وقائي.
في فبراير 2020، قالت منظمة الصحة العالمية إنها لا تتوقع أن يتوفر لقاح ضد فيروس كورونا المرتبط بالمتلازمة التنفسية الحادة الشديدة النوع 2 (سارس-كوف-2)، خلال أقل من 18 شهرًا. إن معدل الإصابة السريع بفيروس كوفيد-19 في جميع أنحاء العالم خلال أوائل عام 2020 قد حفز التحالفات الدولية والجهود الحكومية لتنظيم الموارد بشكل عاجل من أجل صنع لقاحات متعددة في جداول زمنية مختصرة، مع دخول أربعة لقاحات مرشحين للتقييم البشري في مارس.
في أبريل 2020، قدرت منظمة الصحة العالمية التكلفة الإجمالية بمبلغ 8 مليارات دولار أمريكي من أجل تطوير مجموعة من ثلاثة لقاحات أو أكثر لها تقنيات وتوزيعات مختلفة.
بحلول أبريل 2020، كان «نحو 80 شركة ومعهدًا في 19 دولة» تعمل على منجم الذهب الافتراضي هذا. في أبريل أيضًا، قدرت تحالف ابتكارات التأهب الوبائي أنه يجب اختيار ما يصل إلى ستة من اللقاحات المرشحة ضد كوفيد-19 من قبل التحالفات الدولية للتطوير من خلال تجارب المرحلة الثانية والثالثة، ويجب تبسيط ثلاثة من خلال ضمان التنظيم والجودة للترخيص النهائي بإجمالي بتكلفة لا تقل عن 2 مليار دولار أمريكي. يقدر تحليل آخر أن عشرة لقاحات مرشحة ستحتاج إلى تطوير أولي متزامن، قبل اختيار قلة مختارة للمسار النهائي للترخيص.
في يوليو 2020، زعمت منظمات الاستخبارات والأمن الأنجلوأمريكية بالحكومات والقوات المسلحة المعنية، مثل مركز الأمن السيبراني الوطني في المملكة المتحدة، جنبًا إلى جنب مع مؤسسة أمن الاتصالات الكندية، ووزارة الأمن الداخلي الأمريكية، ووكالة أمن البنية التحتية للأمن السيبراني، ووكالة الأمن القومي الأمريكية، أن المتسللين الروس المدعومين من الدولة ربما كانوا يحاولون سرقة علاج كوفيد-19 وأبحاث اللقاح من المؤسسات الأكاديمية والصيدلانية في بلدان أخرى؛ وقد نفت روسيا ذلك.

## التجارب
نشرت منظمة الصحة العالمية في أبريل 2020 (مخطط البحث والتطوير من أجل تطوير لقاح لفيروس كورونا الجديد). نظم المخطط تجربة سريرية كبيرة، دولية، متعددة المواقع، للسماح بتقييم دقيق ومتزامن لفوائد ومخاطر كل لقاح مرشح خلال 3 – 6 أشهر من إتاحته للتجربة. أدرج المخطط ملفًا لتعريف المنتج المستهدف على المستوى العالمي، وحدد الخصائص المفضلة للقاحات الآمنة والفعالة ضمن فئتين واسعتين: لقاحات للحماية طويلة الأمد للأشخاص المعرضين لخطر إصابة أعلى بفيروس كورونا، مثل العاملين في مجال الرعاية الصحية، ولقاحات أخرى لتوفير مناعة سريعة الاستجابة لتفشي الأنواع الجديدة من الفيروس. شكلت منظمة الصحة العالمية فريقًا دوليًا مهمته:
- تقييم تطوير اللقاحات المرشحة الواعدة.
- رسم خريطة للقاحات المرشحة وتجاربها السريرية في جميع أنحاء العالم، وللقاحات قيد التطوير.
- تقييم وفحص اللقاحات المرشحة الواعدة في وقت واحد قبل اختبارها على البشر.
- تصميم وتنسيق تجربة دولية واسعة ذات شواهد متعددة المواقع، للتمكن من التقييم المتزامن لفوائد ومخاطر اللقاحات المختلفة المرشحة في إطار التجارب السريرية في البلدان التي توجد بها معدلات عالية من الإصابة بمرض كوفيد-19.

تضمن الخطوات السابقة سرعة تفسير ومشاركة النتائج في جميع أنحاء العالم، وسيحدد تحالف لقاحات منظمة الصحة العالمية الأولوية للقاحات التي يجب أن تدخل في المرحلة الثانية والثالثة من التجارب السريرية، ويحدد بروتوكولات المرحلة الثالثة المنسقة لجميع اللقاحات التي تحقق نتائج إيجابية في المرحلة التجريبية.
تركز تجارب المرحلة الأولى بشكل رئيسي على سلامة اللقاح وأمانه من خلال تجربته على عشرات الأشخاص الأصحاء، بينما تركز تجارب المرحلة الثانية على تقييم مستوى المناعة التي يولدها اللقاح عند مئات الأشخاص، والجرعة المثالية من اللقاح اعتمادًا على المؤشرات الحيوية، والآثار الضارة للقاح المرشح. تشمل تجارب المرحلة الثالثة عادةً عددًا أكبر من المشاركين في مواقع متعددة، وتشمل مجموعة مراقبة، وتدرس فعالية اختبار اللقاح للوقاية من المرض مع مراقبة الآثار الضارة للجرعة المثالية. قد يختلف تعريف سلامة اللقاح وفعاليته في تجارب المرحلة الثالثة بين الشركات المختلفة، مثل تحديد درجة الآثار الجانبية أو العدوى أو معدل الانتشار، وما إذا كان اللقاح يقي الإصابة المتوسطة أو الشديدة. بدأت تجارب المرحلة الثالثة للقاح أسترازينيكا في 28 أغسطس 2020 وانتهت في 5 مارس 2021.

### تسجيل المشاركين
يتعين على مطوري اللقاحات استثمار الموارد المتاحة دوليًا للعثور على عدد كافٍ من الأشخاص الذين يرغبون بالمشاركة في التجارب السريرية للمرحلة الثانية والثالثة، ما خلق حالة من التنافس بين الشركات على المشاركين في التجارب، فمثلًا في يونيو 2020 شكلت شركة تطوير اللقاحات الصينية سينوفاك تحالفات في ماليزيا وكندا والمملكة المتحدة والبرازيل لتجنيد أكبر عدد من المشاركين في التجربة وتصنيع جرعات كافية من اللقاح لتجارب المرحلة الثالثة، ونظرًا لأن جائحة كوفيد-19 أصبحت تحت السيطرة داخل الصين، سعى مطورو اللقاحات الصينيون إلى إقامة علاقات دولية لإجراء دراسات متقدمة في العديد من البلدان، ما ساهم في حدوث منافسة شديدة مع الشركات المصنعة الأخرى ومع تجربة التضامن الدولية التي نظمتها منظمة الصحة العالمية، بالإضافة إلى التنافس على تجنيد المشاركين، واجهت الشركات مشكلة أخرى تمثلت برفض عدد كبير من الأشخاص المشاركة في التلقيح بسبب مخاوف تتعلق بأمان اللقاح وفعاليته.

## التراخيص
أصدرت منظمة الصحة العالمية في بداية جائحة كوفيد-19 في عام 2020 دليلًا إرشاديًا كقائمة لاستخدام الترخيص الطارئ للقاحات الجديدة، وكان هذا الدليل مشتقًا بصورة رئيسية من الإرشادات الخاصة بوباء الإيبولا 2013 – 2016. تطلبت الشروط الواردة في الدليل أن يُصنع اللقاح المرشح لعلاج حالة طوارئ تهدد الحياة، وأن يكون تطوير اللقاح وفق قواعد منظمة الصحة العالمية.
يتطلب حصول لقاح مضاد لفيروس كورونا على الترخيص تقديم ملف كامل يشمل جميع البيانات المتعلقة بتطوير اللقاح وجودة تصنيعه. طُلب من الشركات في المملكة المتحدة والاتحاد الأوروبي استخدام عملية مراجعة متجددة، إذ تتوفر البيانات خلال تجارب المرحلة الثالثة، بدلًا من انتظار الحصول على بيانات كاملة يستغرق الحصول عليها شهور أو سنوات من الأبحاث السريرية كما هو معتاد في عملية تطوير اللقاحات والأدوية. تسمح عملية المراجعة المتجددة للجهات المنظمة في المملكة المتحدة واللجنة الأوروبية للمنتجات الطبية بتقييم البيانات السريرية بأسرع وقت، ما يتيح الموافقة على أي لقاح واعد في جدول زمني سريع من قبل وكالة الأدوية الأوروبية.
بدأت عملية المراجعة المتجددة للقاح مودرنا في أكتوبر 2020 في أوروبا وكندا، ولقاح فايزر في نوفمبر 2020 في كندا.

### التراخيص المبكرة في الصين وروسيا
وافقت الصين في 24 يونيو 2020 على استخدام محدود للقاح سينوفارم في الجيش وفي حالات الطوارئ عند العاملين في المهن عالية الخطورة، وفي 11 أغسطس 2020 أعلنت روسيا الموافقة على استخدام لقاح (سبوتنيك في) في حالات الطوارئ، على الرغم من أنه بعد شهر واحد فقط وُزعت كميات صغيرة من اللقاح للاستخدام العام خارج إطار المشاركين المرحلة الثالثة من التجربة. وافقت الإمارات العربية المتحدة على استخدام لقاح سينوفارم في سبتمبر 2020 لحالات الطوارئ للعاملين في مجال الرعاية الصحية، ثم تلتها موافقة مماثلة للاستخدام الطارئ في البحرين في نوفمبر 2020.

### التراخيص الأولى للقاحات آر إن إيه
يوجد في الولايات المتحدة ترخيص يتيح الاستخدام الطارئ للأدوية وفق ما يلي: (يعتبر هذا الترخيص آلية لتسهيل توفير واستخدام الإجراءات الطبية المضادة للأوبئة، بما في ذلك اللقاحات، أثناء حالات الطوارئ الصحية العامة). يصدر هذا الترخيص من قبل إدارة الغذاء والدواء الأمريكية، ومن المتوقع أن يواصل مطور اللقاح المرحلة الثالثة من التجارب السريرية لإنهاء بيانات السلامة والفعالية، وبعدها تُقدم طلبات الترخيص. أثُيرت العديد من المخاوف في الولايات المتحدة من أن إدارة الغذاء والدواء قد تمنح اللقاحات ترخيصًا قبل توفر الدليل الكامل من المرحلة الثالثة للتجارب السريرية، أو أن تخفض معايير الحصول على الترخيص بسبب الضغوط السياسية. تعهدت تسع شركات أدوية رائدة مهتمة بتطوير لقاح كوفيد-19 في 8 سبتمبر 2020 بتقديم طلب لترخيص لقاحاتها فقط إذا أثبتت تجارب المرحلة الثالثة سلامة وفعالية هذه اللقاحات.

### لقاح فايزر بيونتيك
قدمت شركتا فايزر وبيونتيك طلبًا إلى هيئة الغذاء والدواء الأمريكية لحصول لقاحهما المسجل تحت اسم mRNA BNT162b2 على الترخيص في 20 نوفمبر 2020. منحت وكالة تنظيم الأدوية ومنتجات الرعاية الصحية في المملكة المتحدة موافقة مؤقتة لاستخدام لقاح فايزر بيونتيك في 2 ديسمبر 2020، لتصبح أول دولة توافق على هذا اللقاح وأول دولة في العالم الغربي ترخص للقاح مضاد لكورونا، وفي 8 ديسمبر 2020 تلقت مارغريت كينان البالغة من العمر 90 عامًا لقاح فايزر في مستشفى كوفنتري الجامعي، لتكون بذلك أول شخص يتلقى اللقاح خارج نطاق التجارب السريرية. منحت إدارة الغذاء والدواء الأمريكية ترخيصًا طارئًا لاستخدام لقاح فايزر في 11 ديسمبر 2020.
وافقت العديد من دول الاتحاد الأوروبي على الاستخدام الطارئ للقاح فايزر في ديسمبر 2020، وفي نفس الشهر منحت البحرين والإمارات ترخيصًا طارئًا للقاح فايزر، وفي 18 ديسمبر 2020 منحت إدارة الغذاء والدواء الأمريكي ترخيصًا طارئًا للقاح موديرنا.